# Allan Jones (allenatore di calcio)
Allan Jones (...) è un allenatore di calcio inglese.

## Carriera
Dopo aver allenato i semiprofessionisti inglesi del Blyth Spartans, dall'aprile al dicembre del 1972 allena il Darlington, con cui conquista 7 vittorie, 9 pareggi e 13 sconfitte in 39 partite ufficiali allenate alla guida del club, militante nella quarta divisione inglese.
Nell'ottobre del 1980 diventa commissario tecnico della Nuova Zelanda, incarico che mantiene fino al 1984; in 40 partite durante la sua permanenza ottiene 15 vittorie, 9 pareggi e 16 sconfitte. In seguito ha allenato vari club nella prima divisione del Kuwait ed in quella del Qatar.
Dal 2004 al 2006 ha allenato l'Auckland City, club della prima divisione neozelandese, con cui ha vinto due campionati nazionali ed una OFC Champions League, mentre nel 2007 ha allenato la nazionale femminile neozelandese.

## Palmarès

### Allenatore

#### Competizioni nazionali
- Coppa dell'Emiro del Kuwait: 1

Kuwait: 1987
- Coppa dello Sceicco Jassem: 1

Al-Shamal: 1996
- New Zealand Football Championship: 2

Auckland City: 2004-2005, 2005-2006

#### Competizioni regionali
- Northumberland Senior Cup: 1

Blyth Spartans: 1971-1972

#### Competizioni internazionali
- OFC Champions League: 1

Auckland City: 2006